# ياسين أيوب
ياسين أيوب لاعب كرة قدم من أصل مغربي من مواليد مدينة الحسيمة، المغرب 6 مارس 1994. لعب مع نادي أوترخت ونادي فينورد ونادي إكسيلسيور الهولندي. وفي يوليو 2024 انضم للعب مع نادي الوداد الرياضي المغربي.

## المنتخب الهولندي تحت 17 سنة
نهائي كأس العالم تحت 17 سنة سنة 2011
- عدد المباريات : 3

## منتخب هولندا تحت 21 سنة
كأس أمم أوروبا تحت 21 سنة
- عدد المباريات : 1

## روابط خارجية
- ياسين أيوب على موقع الاتحاد الدولي (مؤرشف)  (الإنجليزية)
- ياسين أيوب على موقع قاعدة بيانات كرة القدم.إي يو (الإنجليزية)
- ياسين أيوب على موقع Soccerway.com (الإنجليزية)
- ياسين أيوب على موقع عالم كرة القدم.نت (الإنجليزية)